# سیارک ۱۰۷۲۶
سیارک ۱۰۷۲۶ (به انگلیسی: 10726 Elodie، نامگذاری:1987BS2) ده هزار و هفتصد و بیست و ششمین سیارک کشف شده‌است که در ۲۸ ژانویه ۱۹۸۷ کشف شد.
قدر مطلق سیارک برابر ۱۷.۰ است.